# Fuente de la India
La Fuente de la India o de la Noble Habana es una representación donde figura la imagen de la mítica india Habana, esposa del cacique Habaguanex, regente de la zona antes de la llegada de Cristóbal Colón, del cual se cree que toma el nombre la capital de Cuba. Está ubicada en el extremo sur del Paseo del Prado, a unos 100 metros del Capitolio. Fue diseñada por el arquitecto Giuseppe Gaggini bajo el mandato de Claudio Martínez de Pinillos, II Conde de Villanueva. Construida con mármol blanco de Carrara, tiene una altura de tres metros.

## Estructura constructiva
Esta fuente de estilo neoclásico, se encuentra sobre un pedestal cuadrilongo con cuatro delfines, uno en cada esquina, de cuyas bocas se vierten las aguas sobre las enormes conchas que forman su base.
La India trae en la cabeza una corona de plumas y sobre el hombro izquierdo el carcaj con las flechas de cacería. En su mano izquierda sostiene un cuerno de la abundancia con frutas tropicales y en la otra el escudo de armas de la ciudad de La Habana.

## Historia

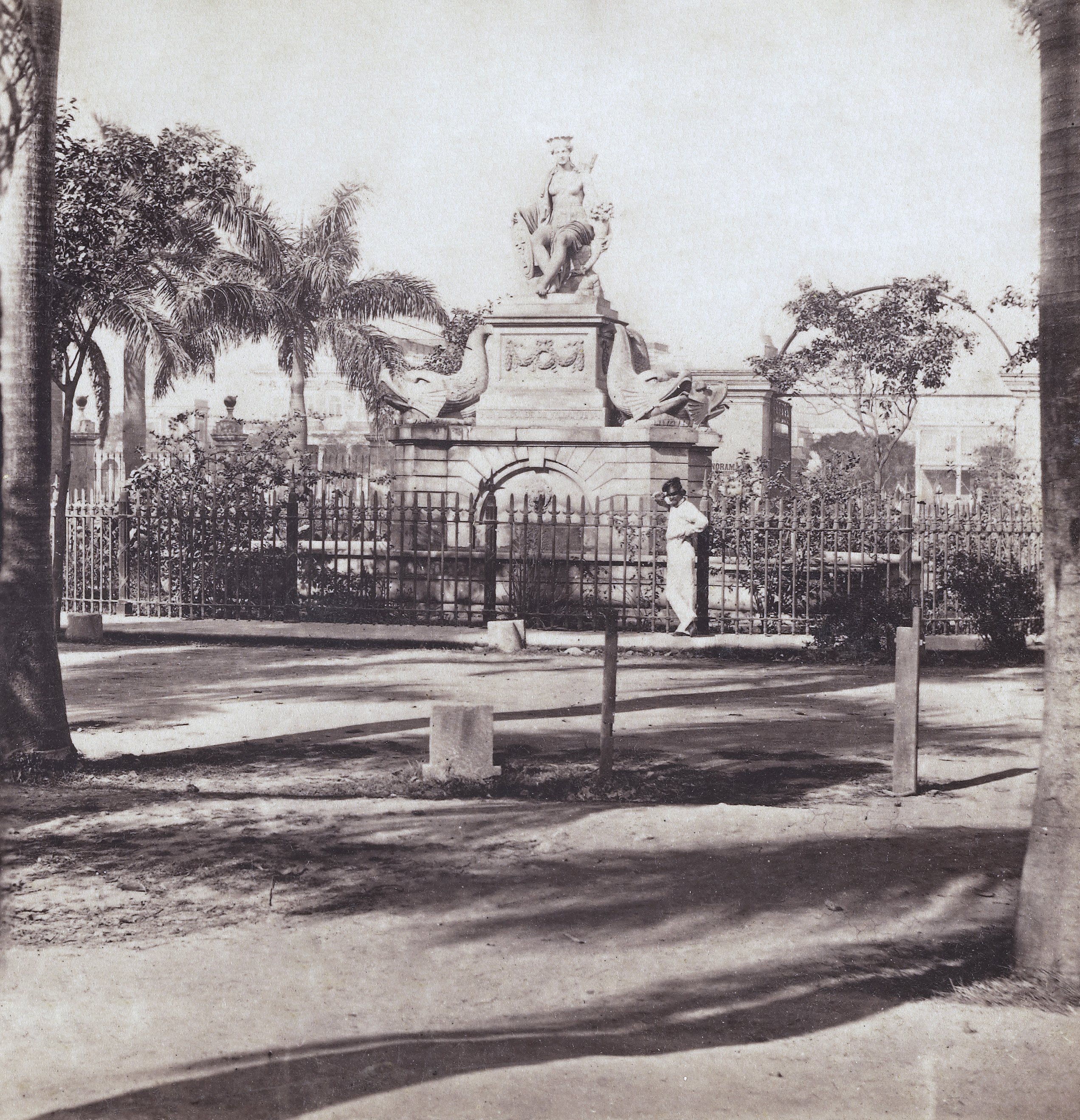
La fuente en 1860.

La fuente fue colocada en 1837 en la Puerta Este del antiguo Campo de Marte en sustitución a la de Carlos III, luego fue trasladada en 1863 al Parque Central y en 1875 fue devuelta al sitio que ocupa ahora.
Algunos historiadores afirman que La Fuente de la India fue la primera imagen captada por un fotógrafo en ciudad, se cree que la "hazaña" fue realizada por el fotógrafo francés Antonio Rezzonico en la cuarta década del siglo XIX.